# Viola elegantula
Viola elegantula är en violväxtart som beskrevs av Heinrich Wilhelm Schott. Viola elegantula ingår i släktet violer, och familjen violväxter. Inga underarter finns listade i Catalogue of Life.